# Трибологија
Трибологија је наука о узајамном деловању површина које су у контакту уз њихово међусобно релативно кретање. Обухвата заједничко подручје трења и хабања, укључујући подмазивање и закључно одговарајуће граничне случајеве како између самих чврстих тела тако и између чврстих тела, течности или гасова.